# Jörgen Persson (directeur de la photographie)
Pour les articles homonymes, voir Persson.
Ne pas confondre avec le pongiste suédois Jörgen Persson (né en 1966).
Jörgen Persson est un directeur de la photographie suédois, né le 10 septembre 1936 à Helsingborg (comté de Scanie).

## Biographie
Jörgen Persson étudie à l'institut suédois du film de Stockholm (1964-1966) et débute comme directeur de la photographie au cinéma sur le court métrage On Fighting Witches de Robert Shaye, sorti en 1965.
Son premier long métrage est Heja Roland! (1966, avec Thommy Berggren et Mona Malm) de Bo Widerberg ; sa collaboration avec ce réalisateur se poursuit sur quatre autres films, le dernier sorti en 1986, dont Elvira Madigan (1967, avec Thommy Berggren et Pia Degermark) et Ådalen '31 (1969, avec Anita Björk).
Mais il travaille surtout aux côtés de Bille August, sur sept films, depuis Pelle le Conquérant (1987, avec Max von Sydow) jusqu'à En sång för Martin (2001, avec Sven Wollter), en passant notamment par Les Meilleures Intentions (1992, avec Samuel Fröler et Pernilla August) et Smilla (1997, avec Julia Ormond et Gabriel Byrne).
Parmi ses cinquante-deux films à ce jour (majoritairement suédois ou en coproduction), le dernier étant un documentaire sorti en 2010, citons aussi Ma vie de chien de Lasse Hallström (1985, avec Anki Lidén) et Infidèle de Liv Ullmann (2000, avec Lena Endre et Erland Josephson).
Pour la télévision, entre 1973 et 2007, Jörgen Persson est chef opérateur sur trois téléfilms et cinq séries, dont Les Aventures du jeune Indiana Jones (deux épisodes coréalisés par Bille August, 1993).
Au cours de sa carrière, il obtient plusieurs nominations ou récompenses dans la catégorie du meilleur directeur de la photographie, entre autres aux Guldbagge Awards et au prix du cinéma européen (voir détails ci-dessous).

## Filmographie partielle

### Cinéma
- 1965 : On Fighting Witches de Robert Shaye (court métrage)
- 1966 : Heja Roland! de Bo Widerberg
- 1967 : Elvira Madigan de Bo Widerberg
- 1969 : Ådalen '31 de Bo Widerberg
- 1970 : Une histoire d'amour suédoise (En Kärlekshistoria) de Roy Andersson
- 1971 : Joe Hill de Bo Widerberg
- 1973 : Visions of Eight, segment Le Décathlon (The Decathlon) de Miloš Forman (documentaire)
- 1974 : En handfull kärlek de Vilgot Sjöman
- 1981 : Tuppen de Lasse Hallström
- 1982 : Den enfaldige mördaren d'Hans Alfredson
- 1983 : P & B d'Hans Alfredson
- 1984 : Åke och hans värld d'Allan Edwall
- 1985 : Ma vie de chien (Mitt liv som hund) de Lasse Hallström
- 1985 : Falsk som vatten d'Hans Alfredson
- 1986 : Le Chemin du serpent (Ormens väg på hälleberget) de Bo Widerberg
- 1987 : Pelle le Conquérant (Pelle Erobreren) de Bille August
- 1988 : Vargens tid d'Hans Alfredson
- 1989 : Les Femmes sur le toit (Kvinnorna på taket) de Carl-Gustav Nykvist
- 1990 : BlackJack de Colin Nutley
- 1992 : Les Meilleures Intentions (Den Goda viljan) de Bille August
- 1992 : Sofie de Liv Ullmann
- 1993 : La Maison aux esprits (The House of the Spirits) de Bille August
- 1994 : Zorn de Gunnar Hellström
- 1996 : Jérusalem de Bille August
- 1997 : Smilla (Fröken Smillas känsla för snö) de Bille August
- 1998 : Digging to China de Timothy Hutton
- 1998 : Les Misérables (titre original) de Bille August
- 2000 : Infidèle (Trölosa) de Liv Ullmann
- 2001 : En sång för Martin de Bille August
- 2008 : Varg de Daniel Alfredson
- 2010 : Underkastelsen de Stefan Jarl (documentaire)

### Télévision
- 1989 : Vägen hem, téléfilm de Colin Nutley
- 1993 : Les Aventures du jeune Indiana Jones (The Young Indiana Jones Chronicles), série, saison 2, épisode 11 Vienne, novembre 1908 (Vienna, November 1908) de Bille August et Carl Schultz et épisode 12 Italie du nord, juin 1918 (Northern Italy, June 1918) de Bille August, Carl Schultz et Michael Schultz
- 2007 : The Adventures of Young Indiana Jones : The Perils of Cupid, téléfilm de Bille August et Mike Newell

## Distinctions (sélection)
- 1969 : nomination au British Academy Film Award de la meilleure photographie, pour Elvira Madigan ;
- 1989 : Prix du cinéma européen, catégorie directeur de la phographie européen de l'année, gagné pour Les Femmes sur le toit ;
- Trois nominations au Guldbagge Award de la meilleure photographie :
  - En 1993, pour Les Meilleures Intentions ;
  - En 1995, pour Zorn ;
  - Et en 2002, pour En sång för Martin.
- 1997 : Nomination à la Grenouille d'Or de la meilleure cinématographie au festival Camerimage, pour Jérusalem.